# Lee Yong (cầu thủ bóng đá, sinh 1989)
Đây là một tên người Triều Tiên, họ là Lee.
Lee Yong (tiếng Hàn: 이용; Hanja: 李龍; sinh ngày 21 tháng 1 năm 1989) là một cầu thủ bóng đá Hàn Quốc thi đấu ở vị trí hậu vệ cho Asan Mugunghwa.

## Sự nghiệp câu lạc bộ
Lee được lựa chọn trong lượt chọn ưu tiên của K-League 2011 Draft bởi Gwangju FC.
Anh gia nhập đội bóng tại Qatar Stars League Al-Khor vào tháng 7 năm 2015.